# Jerrick Díaz
Jerrick Arturo Díaz Matute (Roatán, 17 de febrero de 1989) es un futbolista hondureño. Juega como delantero y actualmente milita en el Parrillas One de la Liga de Ascenso de Honduras.

## Trayectoria
Jerrick Díaz fue formado en las divisiones menores del Estrellas de Santa Elena de la Liga Mayor de Fútbol de Honduras, con el cual debutó oficialmente, siendo jugador semiprofesional. En 2011, previo al inicio del Torneo Apertura 2011, Jerrick Díaz fue observado por Hermelindo Cantarero, quien decidió llevarlo a primera división para que jugara con el Platense Fútbol Club de Puerto Cortés. Debutó en el Apertura 2011 y con gol incluido el 23 de octubre, en la victoria 1-0 para su equipo sobre el Club Deportivo Motagua, en el Estadio Excelsior de Puerto Cortés.
En el Torneo Apertura 2014 se consolidó como uno de los mejores jugadores del campeonato, ayudando a su equipo a alcanzar la liguilla, donde fueron eliminados por el Club Deportivo Motagua. Debido a sus buenas actuaciones, Díaz llamó la atención en el fútbol chino a finales de noviembre de 2014. Sus grandes actuaciones despertaron en el DT colombiano Luis Fernando Suárez la intención de llevarlo a Universitario de Deportes del Perú en 2015.

## Clubes
| Club              | País        | Año         |
| ----------------- | ----------- | ----------- |
| Platense          | Honduras    | 2011 - 2014 |
| Vida              | Honduras    | 2015        |
| Marathón          | Honduras    | 2015        |
| Sonsonate F.C.    | El Salvador | 2016        |
| Social Sol        | Honduras    | 2016 - 2018 |
| Parrillas One     | Honduras    | 2018 - 2020 |
| Deportivo Mictlán | Guatemala   | 2020 - 2021 |
| Lobos UPNFM       | Honduras    | 2021 - 2022 |
| Parrillas One     | Honduras    | 2022 - Act. |

## Palmarés

### Distinciones individuales
| Distinción                                       | Año  |
| ------------------------------------------------ | ---- |
| Mejor debutante del Platense en el Apertura 2011 | 2011 |

## Cualidades
Jerrick Diaz se destaca por su altura, velocidad, fuerza y cabeceo es especialista a la hora de cabecear en tiros de esquina.